# George Abela
George Abela (Maltees: Gorg Abela) (Qormi, 22 april 1948) is een Maltees politicus en sportmanager. Tussen 4 april 2009 en 4 april 2014 was hij president van Malta, wat vooral een ceremoniële functie is. 
Na zijn studie aan de universiteit van Malta, ging Abela aan de slag als notaris en werd raadsman voor de Federatie van Vakbonden. Naast deze functie was hij voorzitter van de voetbalclub Qormi FC. Tussen 1982 en 1992 was Abela voorzitter van de Maltese voetbalbond. Hij nam ontslag in 1992 en begon zijn politieke carrière als vicevoorzitter van de Malta Labour Party.
Op 12 januari 2009 droeg minister-president Lawrence Gonzi Abela voor als president. Dit was opmerkelijk, omdat niet eerder in de geschiedenis van Malta, de minister-president iemand van de oppositie heeft aangewezen om deze functie te bekleden.
Sinds januari 2020 is zijn zoon Robert Abela premier van Malta.